# Thibaut III de Champagne

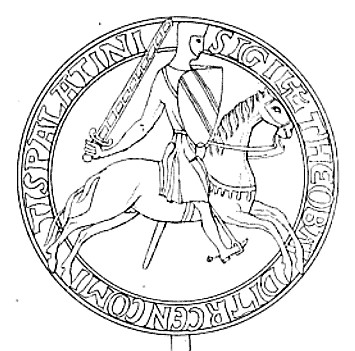
Sceau de Thibaut III.

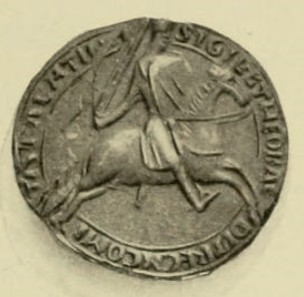
Sceau de Thibaut III.

Thibaut III de Champagne ne doit pas être confondu avec son ancêtre Thibaut III de Blois, aussi appelé Thibaud Ier de Champagne († 1089).
Thibaud III de Champagne, né le 13 mai 1179, est le fils cadet d'Henri Ier de Champagne et de Marie de France. Il est mort à Troyes le 24 mai 1201.

## Biographie
En 1197, il devient comte de Champagne à la place de son frère Henri II qui le désigne comme successeur.
Le 1er juillet 1199, il épouse à Chartres Blanche de Navarre, fille du roi de Navarre Sanche VI de Navarre et de Sancha de Castille, parfois nommée Béatrice de Castille († 1179).
À la suite de l'appel du pape Innocent III, Thibaud III décide de se croiser en novembre 1199, lors du Tournoi d'Écry, en compagnie de son cousin le comte Louis de Blois, fils de sa tante Alix de France (1151-1195). C'est lui qui est désigné comme chef de la quatrième croisade.
En 1200, son épouse Blanche met au monde une fille baptisée Marie. C'est pendant la préparation de son expédition en Terre sainte que Thibaud III meurt dans son palais de Troyes le 24 mai 1201. Quelques jours plus tard, le 30 mai 1201, Blanche qui est enceinte, met au monde un fils, le futur Thibaud IV de Champagne, dit le Chansonnier, qui devient Thibaud Ier de Navarre.